# Costayella
Costayella es un género de foraminífero bentónico de la subfamilia Tournayellinae, de la familia Tournayellidae, de la superfamilia Tournayelloidea, del suborden Fusulinina y del orden Fusulinida. Su especie tipo es Costayella costata. Su rango cronoestratigráfico abarca desde el Tournaisiense hasta el Viseense (Carbonífero inferior).

## Discusión
Algunas clasificaciones más recientes incluyen Costayella en el suborden Tournayellina, del orden Tournayellida, de la subclase Fusulinana y de la clase Fusulinata.

## Clasificación
Costayella incluye a las siguientes especies:
- Costayella costata